# Grand icosidodécaèdre rétroadouci
 (novembre 2024).
En géométrie, le grand icosidodécaèdre rétroadouci est un polyèdre uniforme non convexe, indexé sous le nom U74.

## Coordonnées cartésiennes
Les coordonnées cartésiennes des sommets d'un grand icosidodécaèdre rétroadouci centré à l'origine sont les permutations paires de
(±2α, ±2, ±2β),
(±(α−βτ−1/τ), ±(α/τ+β−τ), ±(−ατ−β/τ−1)),
(±(ατ−β/τ+1), ±(−α−βτ+1/τ), ±(−α/τ+β+τ)),
(±(ατ−β/τ−1), ±(α+βτ+1/τ), ±(−α/τ+β−τ)) et
(±(α−βτ+1/τ), ±(−α/τ−β−τ), ±(−ατ−β/τ+1)),
avec un nombre pair de signes plus, où
α = ξ−1/ξ
et
β = −ξ/τ+1/τ2−1/(ξτ),
où τ = (1+√5)/2 est le nombre d'or (quelquefois écrit φ) et
ξ est la plus petite solution positive réelle de ξ³−2ξ=−1/τ, ou approximativement 0,3264046.
En prenant les permutations impaires des coordonnées ci-dessus avec un nombre impair de signes plus, cela donne une autre forme, l'énantiomorphe de ce polyèdre.